# Săhăteni
Săhăteni – wieś w Rumunii, w okręgu Buzău, w gminie Săhăteni. W 2011 roku liczyła 1542 mieszkańców. 